# Redhills (comté de Cavan)
Redhills (irlandais : An Cnoc Rua), est un village au nord du comté de Cavan, en Irlande

## Vue d'ensemble
Le village est situé près de la route nationale N54.
Le Redhills GFC, club GAA, a fourni quatre joueurs inter-comtés au GAA Cavan. 
Le  film The Playboys, de 1992, a été tourné dans le  village, tout comme le film The Run of the Country, de 1995. 
Ces deux films ont été inscrits aux Oscar nominee  avec Shane Connaughton, qui a grandi à Redhills.
Les livres de Connaughton A Border Station (1989) et The Run of the Country (1991) se déroulent également  dans le village,.

## Transports
La liaison locale de la ligne C3 a été mise en service le 30 juillet 2018 et relie Redhills à Ballyhaise et Cavan. Du lundi au samedi, trois allers-retours sont proposés. Les vendredis et les samedis soir trois autres liaisons sont en service. À partir de Cavan, d'autres destinations sont disponibles.